# Volkmar Strauch
Volkmar Strauch (Halle, 1 januari 1943 - Berlijn, 9 april 2009) was een Duits politicus voor de SPD. Strauch was jurist van opleiding en was afdelingshoofd bij de Handelskammer van Berlijn. Hij was van 2002 tot 2007 staatssecretaris voor economie van de deelstaatregering van Berlijn van Klaus Wowereit.

## Bron
- Ex-Wirtschaftsstaatssekretär Strauch verstorben, www.xtb.de, 18 april 2009

- Gemeinsame Normdatei: 138012547
- International Standard Name Identifier: 0000 0000 5915 8399
- Virtual International Authority File: 86166978